# Fa'asaleleaga
Fa'asaleleaga est un district des Samoa.

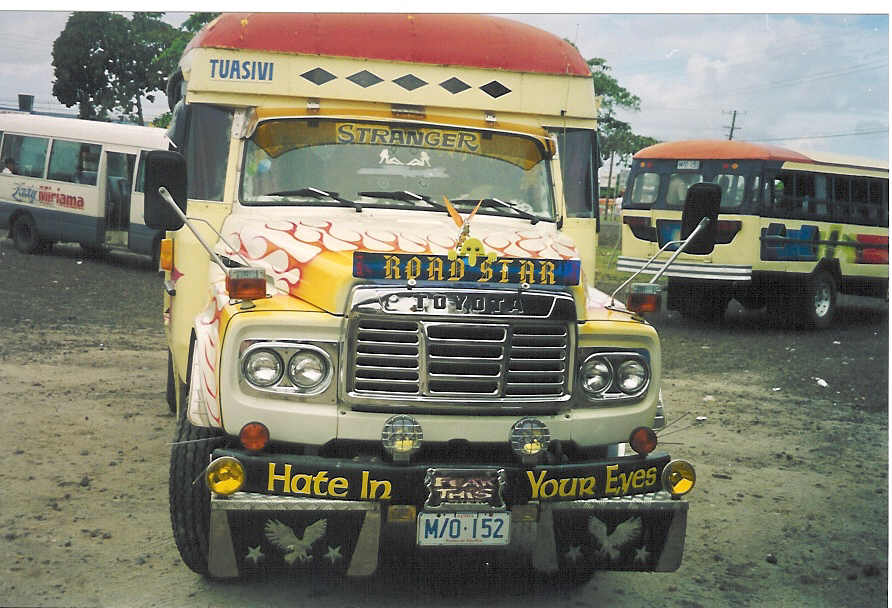
Bus local Tuasivi sur l'île de Savai'i